# 北京市规划展览馆
39°53′59″N 116°24′05″E / 39.8998078°N 116.4014067°E

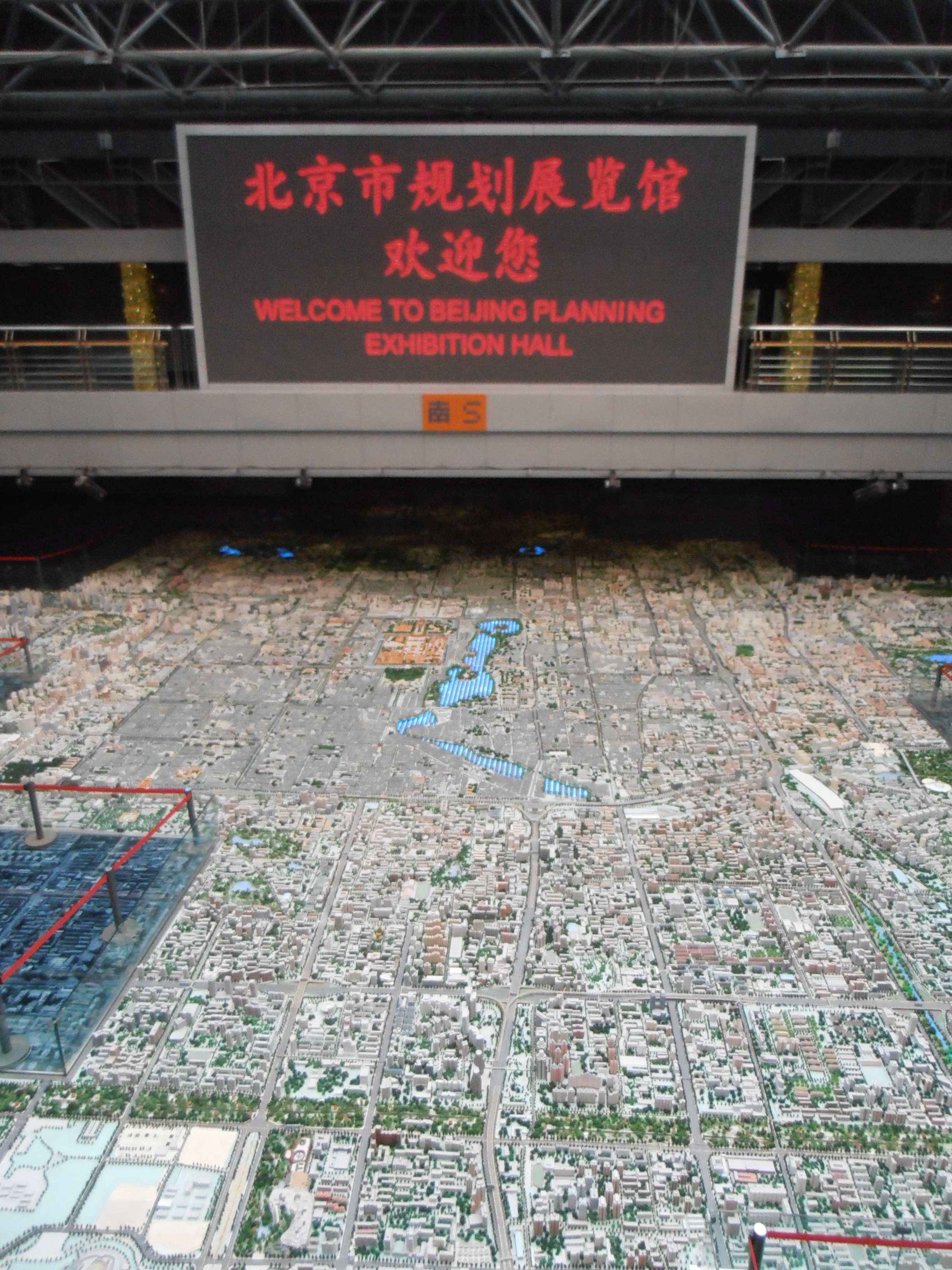
北京市规划展览馆中的北京城市模型

北京市规划展览馆位于中国北京市东城区前门东大街20号，是一座集中展示北京市城乡规划的专题展览馆。隶属北京市规划和自然资源委员会。

## 简介

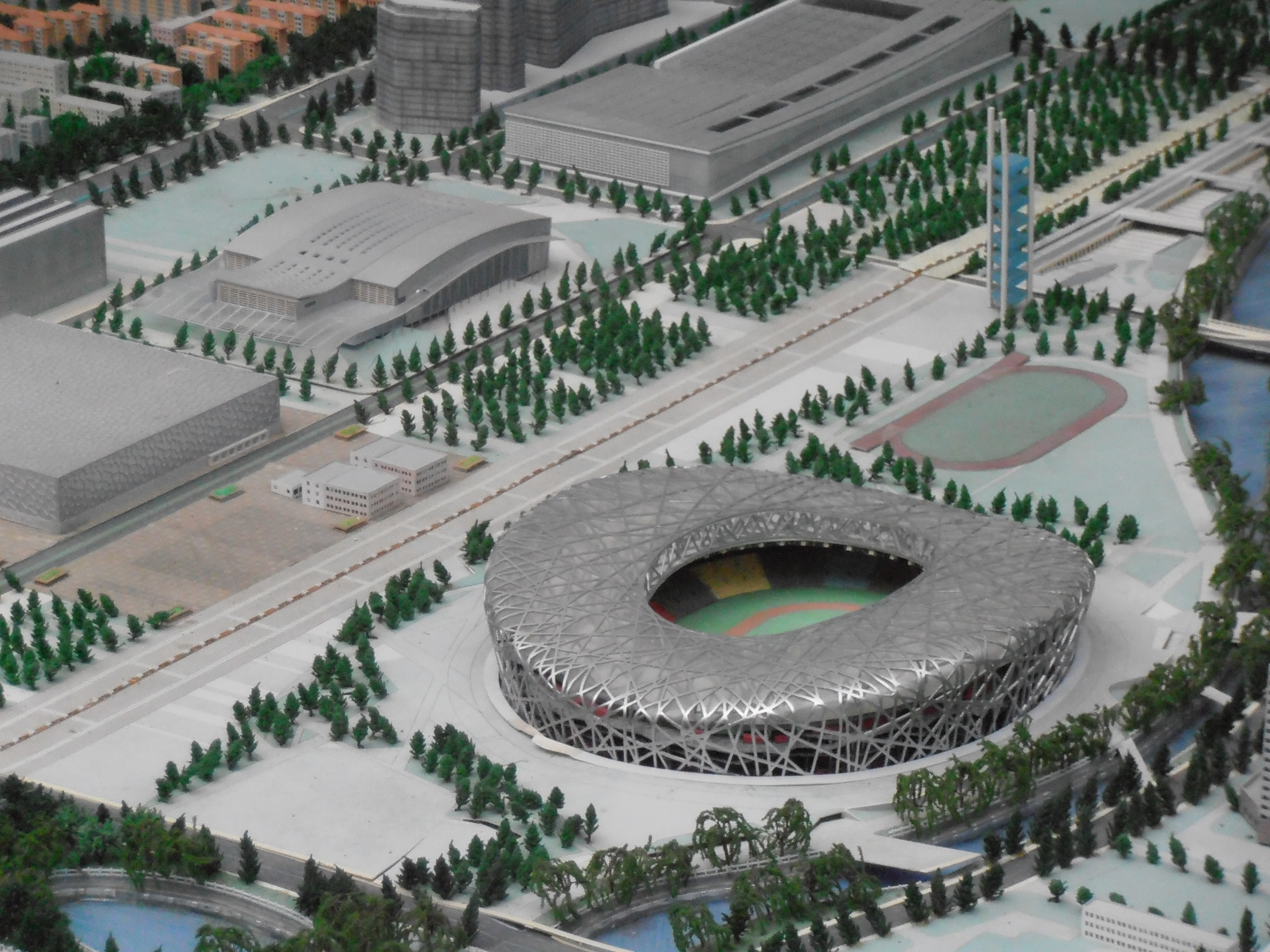
北京市规划展览馆中的北京城市模型细部，可见中国国家体育馆

2004年9月24日，北京市规划展览馆正式对外开放。北京市规划展览馆全面展示北京市的规划建设历史、现状、未来。此外，该馆还展示北京城市规划大模型，并放映多媒体数字立体影片《新北京》等。北京市规划展览馆起初隶属北京市规划委员会，北京市规划委员会改为北京市规划和国土资源管理委员会后转隶后者。
2017年1月15日，北京市代市长蔡奇在北京会议中心参加北京市政协十二届五次会议专题座谈会时，北京市政协委员、清华大学美术学院副院长苏丹发言时建议取消北京市规划展览馆的30元门票，向公众免费开放。蔡奇跟主管副市长陈刚及规划部门领导商议后，当场采纳了苏丹的建议。从1月17日开始，北京市规划展览馆免费开放，产生的费用由北京市人民政府承担。